# Prohoř
Prohoř (německy Pohorz) je malá vesnice, část obce Štědrá v okrese Karlovy Vary v Karlovarském kraji. Nachází se asi 2,5 kilometru jižně od Štědré. Prohoř je také název katastrálního území o rozloze 6,73 km².

## Název
Původní název vsi Prohořie patrně znamenal místo pod horou. V písemných pramenech se název objevuje ve tvarech: Prahorz (1360), Prohorzie (1380, 1417), Prohorz (1392, 1424, 1567, 1578), Prziehorz (1417), Prohorß (1542) a Prohoř (1788 a 1847).

## Historie
Ve čtrnáctém století bývala vesnice rozdělená na dva díly. První patřil ke Štědrému hrádku, ale druhý okolo roku vlastnil Jetřich a po něm jeho stejnojmenný syn, kteří snad byli předky Martických z Rabštejna. Podle jiných zdrojů však právě Jetřichova část patřila ke Štědrému hrádku. Jistým předkem Martických byl až Bedřich z Prohoře připomínaný v roce 1360. Jeho nástupcem byl Vilém, který zemřel okolo roku 1380 a jeho příbuzní panství prodali. Roku 1388 byl jeho majitelem Heřman z Prohoře na Brložci. Vesnice nebo její část později patřila Hynkovi Rabštejnskému a jeho synům Hynkovi a Rackovi, kteří se psali také z Prohoře. Část získali také Caltové z Kamenné Hory. Janu Caltovi panství patřilo ještě roku 1456, ale později připadlo pánům z Gutštejna, kteří je připojili k Prohořskému hrádku. Od roku 1578 Prohoř i s Prohořským hrádkem přičlenili Hasištejnští z Lobkovic natrvalo ke Žluticím.

## Obyvatelstvo
Při sčítání lidu v roce 1921 zde žilo 243 obyvatel (z toho 125 mužů), z nichž bylo 240 Němců a tři cizinci. Až na jednoho příslušníka nezjišťovaných církví se ostatní hlásili k římskokatolické církvi. Podle sčítání lidu z roku 1930 měla vesnice 225 obyvatel: dva Čechoslováky a 223 Němců. Všichni byli římskými katolíky.
|           | 1869 | 1880 | 1890 | 1900 | 1910 | 1921 | 1930 | 1950 | 1961 | 1970 | 1980 | 1991 | 2001 | 2011 | 2021 |
| --------- | ---- | ---- | ---- | ---- | ---- | ---- | ---- | ---- | ---- | ---- | ---- | ---- | ---- | ---- | ---- |
| Obyvatelé | 219  | 219  | 216  | 199  | 242  | 243  | 225  | 143  | 160  | 118  | 80   | 85   | 58   | 47   | 43   |
| Domy      | 39   | 41   | 44   | 43   | 44   | 45   | 50   | 38   | 33   | 28   | 26   | 24   | 28   | 29   | 30   |

## Obecní správa
Při sčítání lidu v letech 1869–1974 Prohoř byl samostatnou obcí, se kterým patřil nejprve do okresu Žlutice, ale v roce 1950 v okrese Toužim a v letech 1961–1974 v okrese Karlovy Vary. Od 1. ledna 1975 je částí obce Štědrá v okrese Karlovy Vary. V letech 1869–1930 k obci patřil Buč.

## Pamětihodnosti
- tvrziště Prohořský hrádek